# 帕克代爾 (阿肯色州)
帕克代爾（英語：Parkdale）是一個位於美國阿肯色州阿什利縣的城市。根據2020年美國人口普查，該地人口為172人，而該地的面積約為2.64平方千米。

## 地理
帕克代爾的座標為33°07′18″N 91°32′51″W / 33.12167°N 91.54750°W，而該地的平均海拔高度為36米（即118英尺）。